# Червјењск
Червјењск (пољ. Czerwieńsk) је град у Пољској у Војводству Лубушком у Повјату зјелоногорском. Према попису становништва из 2011. у граду је живело 4.201 становника.

## Становништво
Према прелиминарним подацима са пописа, у граду је 2011. живело 4.201 становника.
| 2002. | 2011. | 2012. |
| ----- | ----- | ----- |
| 4.164 | 4.201 | 4.233 |

## Партнерски градови
- Дребкау